# 275 (numero)
Duecentosettantacinque (275) è il numero naturale dopo il 274 e prima del 276.

## Proprietà matematiche
- È un numero dispari.
- È un numero composto con 6 divisori: 1, 5, 11, 25, 55, 275. Poiché la somma dei suoi divisori (escluso il numero stesso) è 97 < 275, è un numero difettivo.
- È esprimibile come somma di potenze: 275 = 25 + 35.
- È parte delle terne pitagoriche (77, 264, 275), (165, 220, 275), (240, 275, 365), (252, 275, 373), (275, 660, 715), (275, 1500, 1525), (275, 3432, 3443), (275, 7560, 7565), (275, 37812, 37813).
- È un numero malvagio.
- È un numero palindromo e un numero a cifra ripetuta nel sistema di numerazione posizionale a base 24 (BB).

## Astronautica
- 275P/Hermann è una cometa periodica del sistema solare.
- 275 Sapientia è un asteroide della fascia principale del sistema solare.
- Cosmos 275 è un satellite artificiale russo.